# ایون پولیکون
ایون پولیکون (انگلیسی: Yvon Pouliquen؛ زادهٔ ۱۷ اکتبر ۱۹۶۲) بازیکن فوتبال اهل فرانسه است.
از باشگاه‌هایی که در آن بازی کرده‌است می‌توان به باشگاه فوتبال سن-اتین، باشگاه فوتبال استراسبورگ، و باشگاه فوتبال استاد برستوا ۲۹ اشاره کرد.
وی همچنین در تیم ملی فوتبال Brittany indoor بازی کرده‌است.